# Castelul Useldange

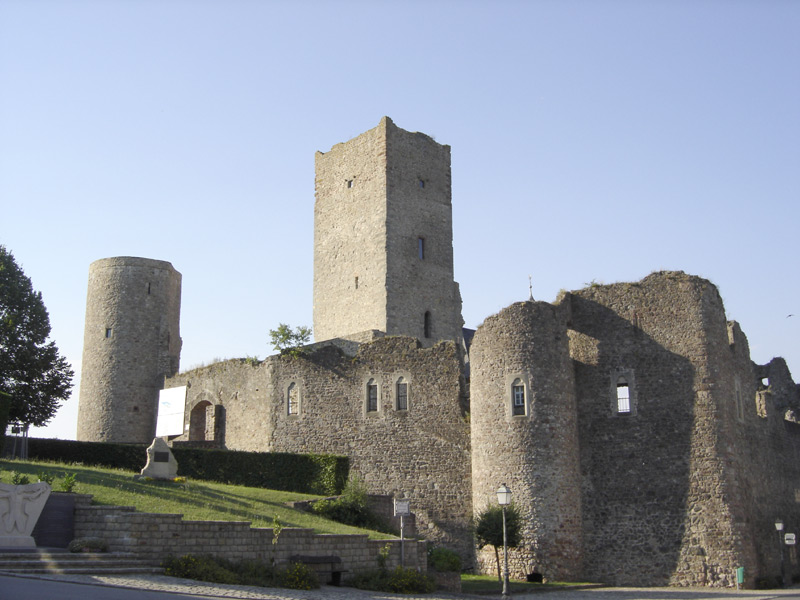
Castelul Useldange

Castelul Useldange (în franceză Château d'Useldange) este un castel medieval, acum aflat în ruină, situat în satul Useldange din vestul Luxemburgului. Situl poate fi vizitat pe tot parcursul anului cu programări speciale pentru vizitatorii care nu au vederea bună.

## Localizare
Castelul se află pe un mic deal din centrul satului cu vedere la râul Attert. Ruinele prezintă o imagine rezonabilă a castelului medieval, în special zidul exterior și unul dintre turnurile rotunde. Un pod peste fosta groapă, de 10 m lățime, oferă acces către castel. Clădirea, înaltă de 25 m, se află în centrul sitului.

## Istorie
Castelul pare să dateze din secolul al XII-lea când a fost creată stăpânirea lui Useldange. Unul dintre primii lorzi a fost Théobald d'Useldange. După ce dinastia a dispărut la mijlocul secolului al XIII-lea, Jean de Rodemacher a devenit proprietarul legitim în 1415 prin căsătoria cu Irmgard de Boulay. În 1479, Maximilian I a confiscat proprietatea și l-a însărcinat pe Christopher of Baden cu întreținerea acesteia. În urma războiului dintre Franța și Burgundia, castelul și capela sa au fost grav deteriorate. William de Nassau-Vianden, care a moștenit castelul, l-a vândut lui François-Sébastien Baur din Everlange în 1674. Castelul a devenit din ce în ce mai mult o ruină, iar capela a fost distrusă în 1903.
În 1924, imigranta americană Emma (Wolff) Kuhn, originară din Useldange, s-a întors să cumpere castelul ruinat. După consolidarea zidurilor în 1934, familia a continuat să construiască o proprietate modernă peste ruinele palatului castelului. Acum a devenit primărie. Castelul este restaurat de statul luxemburghez.